# 코로니구

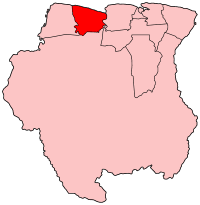
코로니 구의 위치

코로니구(네덜란드어: Coronie)는 수리남의 구로 행정 중심지는 토트너스이며 면적은 3,902km2, 인구는 3,391명(2012년 기준), 인구 밀도는 0.87명/km2이다. 북쪽으로는 대서양, 동쪽으로는 사라마카 구, 남쪽으로는 시팔리비니 구, 서쪽으로는 니케리 구와 접한다. 3개 지방 자치체를 관할한다.